# Tsutomu Tamura
Tsutomu Tamura (japanisch 田村 孟, Tamura Tsutomu; geboren 5. Januar 1933 in Myōgi (Präfektur Gumma); gestorben 28. März 1997) war ein japanischer vielfach ausgezeichneter Drehbuchautor.

## Leben und Wirken
Tsutomu Tamura schloss 1955 sein Studium an der Universität Tokio an der Abteilung für japanische Literatur der Fakultät für Literatur ab. Ursprünglich wollte er Reporter bei der Zeitung Sankei Shimbun werden, aber bei ihm wurde „ein Schatten auf der Brust“ diagnostiziert und die Einstellung wurde verschoben. So trat er 1955 in die Regieassistentenabteilung des Ofuna Studios des Filmunternehmens Shōchiku ein und beteiligte sich an der Shōchikus „Nouvelle Vague-Bewegung“ unter der Führung des Regisseurs Ōshima Nagisa (1932–2013). 1935 arbeitete er mit Osamu Takahashi am ersten Filmszenario „Kanojo dake ga shitte iru“ (彼女だけが知っている) – „Nur sie weiß es“ zusammen. Im selben Jahr führte er Regie bei dem selbstgedrehten Szenario „Akujin Shigan“ (悪人志願) – „Ein aufstrebender Bösewicht“.
1956 verließ Tamura Shōchiku und gründete mit Ōshima und anderen das Studio Sōzō-sha (創造社). Er hat dann an den meisten Drehbüchern für Oshimas Filme mitgearbeitet, von „Zucht“ (1961) bis „Natsu no imōto“ (夏の妹) – „Schwester im Sommer“ 1972). 1973 wurde er nach der Auflösung von Sōzō-sha Freiberufler. Weitere Hauptwerke sind „Jugendlicher Mörder“ (Regie: Kazuhiko Hasegawa, geboren 1943) und „Setouchi Shōnen Yakyudan“ (Regie: Masahiro Shinoda.
In den frühen Morgenstunden des 6. Februar 1997 wurde Tamura bewusstlos und wurde ins Krankenhaus der Tōhō-Universität eingeliefert, starb jedoch am 28. März.
Unter dem Pseudonym „Aoki Yatsuka“ (青木 八束) hat Tamura auch viele Fernsehdramen und Romane geschrieben.

## Drehbuchauswahl
Auszeichnungen für „Beste Szenarien des Jahres“ (年間代表シナリオ, Nenkan daihyō shinario):
- „Shiiku“ (飼育) – „Zucht“ 1961
- „Hakuchū no tōrima“ (白昼の通り魔) – „Killer bei Tageslicht“ 1966
- „Nihon shunka kō“ (日本春歌考) – „Gedanken zur japanischen Frühlingspoesie“ 1967
- „Kōshikei“ (絞死刑) – „Tod durch Erhängen“ 1968
- „Shōnen“ (少年) – „Der Junge“ 1969
- „Seishun no satsujin-sha“ (青春の殺人者) – „Jugendlicher Mörder“ 1976
- „Setouchi Shōnen Yakyūdan“ (瀬戸内少年野球団) – „Das Setouchi Jugend-Baseballteam“ 1984

„Kinema Junpō Drehbuchpreis“ (キネマ旬報賞脚本賞):
- „Tod durch Erhängen“
- „Der Junge“
- „Gishiki“ (儀式) – „Die Zeremonie“,
- „Jugendlicher Mörder“

Weitere Auszeichnungen:
- „Der Junge“ – „24. Mainichi Film Contest Drehbuchpreis“ 1979
- „Hebi ichigo no shū“ (蛇いちごの周囲) – „Schlangen-Erdbeer-Umgebung“ – „36. Bungakukai Rookie Award“ 1973
- „Das Setouchi Jugend-Baseballteam“ – „Japan Academy Award für das beste Drehbuch“ (日本アカデミー賞優秀脚本賞) 1984